# Židovina
Srednjovjekovna utvrda Židovina je višeslojni objekt u gradu Zlataru, zaštićeno kulturno dobro.

## Opis dobra
Srednjovjekova utvrda Židovina nalazi se na istaknutom obronku gore Ivanščice, na značajnom geostrateškom položaju iznad naselja Gornja Selnica na području Grada Zlatara. Ostaci utvrde smješteni su na 692 m nadmorske visine na platou nepristupačnom s tri strane. Sastojala se od ulaznog dijela, branič kule i umjetnog izravnatog plato iza kule bez ostatak ziđa. Utvrda imenom "Židovina" ne spominje se niti u jednom povijesnom izvoru, te su podaci o graditeljima i vlasnicima utvrde za sada nepoznati.

## Zaštita
Pod oznakom P-5535 zavedena je kao nepokretno kulturno dobro - pojedinačno, pravna statusa zaštićena kulturnog dobra, klasificirano kao "profana graditeljska baština".